# Oberburg-Kapellen-Ruine der Reichsburg Kyffhausen
Die Oberburg-Kapellen-Ruine der Reichsburg Kyffhausen befand sich auf dem jetzigen Gelände des Kaiser-Wilhelm-Denkmals in der Gemarkung Steinthaleben der Gemeinde Kyffhäuserland unweit der Stadt Bad Frankenhausen im Kyffhäuserkreis in Thüringen.

## Beschreibung
Die Ruine der Kapelle ist durch die Anlage des Kaiser-Wilhelm-Denkmals überbaut worden.
Die Ringmauer der Oberburg besaß nur einen Eingang durch das noch vorhandene Erfurter-Tor. Es endete im Nordosten in einem jetzig in Trümmern liegenden viereckigen Turm. Die letzten Burgmannswohnungen befanden sich unterhalb dieser Ringmauer östlich des in den Felsen gesprengten Grabens des Wartturms, wo man neuerdings Säulen und eine Steintreppe fand, die tiefer hinab führte. Dort lagen 1445 die erwähnten Burgmannswohnungen.
Bemerkt wurde, dass Toranlage, Kapelle, Bergfried und Palas sowie der quadratische Wohnbau in  der Reichsburg Kyffhausen jeweils eine Gruppe beieinander liegender Gebäude in dem jeweiligen Burgenkomplexen darstellten.
In der Nähe des Außentors dürften Bergfried, Palas und Kapelle sowie der Wohnturm und ähnliche Bauten gestanden haben. Dort befanden sich auch der Burggarten und der Friedhof.
Der 176 Meter tiefe Burgbrunnen an der nördlichen Ringmauer war umgeben von Wohn- und Wirtschaftshäusern.
Ein weiterer eingehauener Abschnittsgraben trennt den westlichen Teil der Oberburg ab. Dort waren der Torturm und die Zugbrücke.
Der quadratische Bergfried der Oberburg, der auch Barbarossaturm genannt wird, sollte Friedrich I. gewidmet sein. Dieser Turm hatte eine Außentreppe, die im zweiten Geschoss Zugang zum Turm hatte.